# Le Monde de Dory
Ne doit pas être confondu avec Le Monde de Nemo.
Série Classiques d’animation Pixar
Le Voyage d'Arlo
(2015) Cars 3
(2017)
Série Le Monde de Nemo
Le Monde de Nemo
(2003)
Pour plus de détails, voir Fiche technique et Distribution.
Le Monde de Dory ou Trouver Doris au Québec et au Nouveau-Brunswick (Finding Dory) est un film américain sorti en 2016. C’est un film d’animation réalisé par Andrew Stanton en images de synthèse, pour les studios Pixar. Il fait suite au film Le Monde de Nemo ou Trouver Nemo au Québec. C'est le 46e plus gros succès du box-office mondial.

## Synopsis
Dory, un poisson chirurgien bleu, est séparée de ses parents alors qu'elle n'est encore qu'une enfant. En grandissant, Dory les cherche en vain, puis les oublie à cause de ses troubles de la mémoire immédiate. Dans un flashback du Monde de Nemo, elle rencontre accidentellement Marin, un poisson-clown qui cherche son fils Nemo.
L'histoire se déroule un an après les événements du premier film. Dory vit maintenant dans le récif de Marin et Nemo. Un jour, elle a un déclic et se souvient de ses parents. Elle décide de partir à leur recherche, mais son problème de mémoire la retient. Elle se souvient soudainement qu'ils vivaient dans « le Joyau de la Baie de Morro, en Californie » lorsque Nemo en mentionne le nom.
Marin et Nemo accompagnent Dory dans son voyage. Avec l'aide de Crush la tortue de mer, ils traversent le Courant de Californie et se retrouvent près d'épaves de cargos, où Dory réveille par accident un calmar de Humboldt qui les poursuit et manque de dévorer Nemo. Le céphalopode finit par être écrasé sous un container, et Marin admoneste Dory pour les avoir mis en danger. Triste, Dory voyage jusqu'à la surface pour chercher de l'aide, où elle est capturée par des membres de l'Institut de la vie marine car un morceau de plastique était accrochée à elle.
Dory est placée en quarantaine et étiquetée. Elle y rencontre Hank, un poulpe grincheux, mais bien intentionné. L'étiquette de Dory lui permettant d'être transférée dans un aquarium à Cleveland, Hank, qui craint d'être libéré dans l'océan, accepte d'aider Dory à trouver ses parents en échange de son étiquette. Lors d'une démonstration, Dory retrouve son ami d'enfance Destinée, un requin-baleine myope, qui communiquait avec Dory à travers la tuyauterie et lui a appris à « parler baleine », et Bailey, un béluga, qui pense avoir perdu ses capacités d'écholocalisation. Dory a alors plusieurs souvenirs de son enfance avec ses parents, mais peine à retrouver des détails. Elle finit par se souvenir comment elle fut séparée de ses parents : en entendant sa mère pleurer une nuit, elle décida d'aller chercher un coquillage pour lui remonter le moral et fut emportée par un courant.
Marin et Nemo essaient de retrouver Dory. Avec l'aide de Fluke et Rudy, deux otaries de Californie, et Becky, un plongeon huard qui les transporte dans un seau de plage, ils arrivent à entrer dans l'institut et la retrouvent dans la tuyauterie. D'autres poissons chirurgiens leur annoncent que les parents de Dory se sont échappés de l'Institut il y a bien longtemps pour trouver leur fille et ne sont jamais revenus, laissant croire à Dory qu'ils sont morts. Hank sort Dory de l'aquarium, en y laissant accidentellement Marin et Nemo. Il arrive ensuite à la jeter dans un courant qui la jette dans l'océan. En errant, elle trouve un chemin de coquillages et se souvient que lorsqu'elle était petite, ses parents créaient le même genre de chemin lorsqu'elle se perdait afin qu'elle les retrouve. Elle suit le chemin et trouve un corail vide avec de nombreux chemins de coquillages tout autour. Alors que Dory se retourne pour repartir, elle voit ses parents au loin. Ils lui disent qu'ils ont passé des années à placer ces chemins pour qu'un jour elle les retrouve.
Marin, Nemo et Hank finissent dans le camion qui amène de nombreux animaux aquatiques à Cleveland. Destinée et Bailey s'échappent de leurs aquariums pour aider Dory à les secourir. Une fois dans le camion, Dory persuade Hank de venir avec elle dans l'océan, et ensemble, ils prennent le contrôle du camion et créent un ravage sur l'autoroute avant de l'emmener vers l'océan, libérant tous les poissons. Dory, avec ses parents et ses nouveaux amis, retourne au récif avec Marin et Nemo.
Dans une scène post-générique, le gang de l'aquarium du premier film, toujours coincé dans leur sac en plastique, maintenant recouvert d'algues, arrivent en Californie un an après avoir flotté sur l'Océan Pacifique, où ils sont capturés par les membres de l'Institut de vie marine.

## Fiche technique
- Titre original : Finding Dory
- Titre français : Le Monde de Dory
- Titre québécois : Trouver Doris
- Réalisation : Andrew Stanton
- Co-réalisation : Angus MacLane
- Scénario : Andrew Stanton et Victoria Strouse, avec la participation de Bob Peterson et Angus MacLane
- Storyboard : Jim Capobianco, Nathan Stanton, Trevor Jimenez, Kirsten Lester
- Musique : Thomas Newman
- Production : John Lasseter, Lindsey Collins et Bob Roath
- Société de production : Pixar Animation Studios et Walt Disney Pictures
- Société de distribution : Walt Disney Studios Motion Pictures International
- Pays de production :  États-Unis
- Langue originale : anglais
- Format : couleur, 65 mm, 1,85:1
- Genre : animation, comédie
- Durée : 97 minutes
- Dates de sortie :
  - États-Unis : 8 juin 2016 (première à Los Angeles) ; 17 juin 2016 (sortie nationale)
  - Canada : 17 juin 2016
  - France : 22 juin 2016
  - Belgique : 22 juin 2016

## Distribution

### Voix originales
- Ellen DeGeneres : Dory, un chirurgien bleu du Pacifique
- Albert Brooks : Marin, un poisson-clown, le père de Nemo
- Hayden Rolence (en) : Nemo, un poisson-clown
- Ed O'Neill : Hank, un poulpe à sept tentacules
- Kaitlin Olson : Destiny, la correspondante de Dory, un requin-baleine
- Ty Burrell : Bailey, un béluga
- Diane Keaton : Jenny, un chirurgien bleu du Pacifique, la mère de Dory
- Eugene Levy : Charlie, un chirurgien bleu du Pacifique, le père de Dory
- Sloane Murray : Dory enfant
- Idris Elba : Fluke, une otarie de Californie
- Dominic West : Rudder, une otarie de Californie
- Bob Peterson : M. Ray
- Kate McKinnon : La femme de Stan
- Bill Hader : Stan, une basse de kelp
- Sigourney Weaver : elle-même, voix-off de l'Institut de biologie marine de Morro Bay
- Alexander Gould : Carl
- Torbin Xan Bullock : Gerard
- Andrew Stanton : Crush
- Bennet Dammann : Squirt
- John Ratzenberger : Bill
- Angus MacLane : Sunfish
- Willem Dafoe : Gill, un zancle cornu qui était dans l'aquarium du dentiste lors du premier film
- Brad Garrett : Bloat
- Allison Janney : Peach
- Austin Pendleton : Gurgle
- Stephen Root : Bubbles
- Vicki Lewis : Deb (et sa sœur, "Flo", la réflexion de Deb), une demoiselle à queue noire qui était dans l'aquarium du dentiste lors du premier film
- Jerome Ranft (en) : Jacques

### Voix françaises
- Céline Monsarrat[1] : Dory, un chirurgien bleu du Pacifique
- Franck Dubosc : Marin, le père de Nemo, un poisson-clown
- Timothé Vom Dorp : Nemo, un poisson-clown
- Philippe Lellouche[2] : Hank, un poulpe
- Mathilde Seigner[2] : Destinée, la correspondante de Dory, un requin-baleine.
- Kev Adams[2] : Bailey, un béluga
- Catherine Davenier : Jenny, un chirurgien bleu du Pacifique, la mère de Dory
- Michel Papineschi : Charlie, un chirurgien bleu du Pacifique, le père de Dory
- Victoire Pauwels : Dory enfant
- Alexia Papineschi : Dory pré-ado
- Emmanuel Jacomy : Monsieur Raie
- Gilles Morvan : Fluke, une otarie de Californie
- Guillaume Lebon : Rudy, une otarie de Californie
- Jérôme Pauwels : Crush, une tortue de mer
- Simon Faliu : Squiz
- Claire Chazal : Elle-même, la commentatrice de l'Institut de biologie marine de la Baie de Morro
- Marie Lopez : Cindy, une guide à l'aquarium de l'Institut de biologie marine de la Baie de Morro
- Charles Germain: Carl, le passager
- Pénélope Siclay-Couvreur : Le baliste
- Julie Dumas : Madame Poisson
- Lionel Tua : Monsieur Poisson, Michel
- Mark Lesser : Monsieur Crabe, Bill
- Bertrand Dingé : Le poisson lune
- Emmanuel Curtil : L'huître
- Jean-François Vlerick : Gill, le zancle
- Med Hondo : Boule, le diodon
- Virginie Ledieu : Astride
- Georges Caudron : Gargouille, le gramma royal
- Sébastien Ossard : Bubbles
- Virginie Méry : Deb/Flo, une demoiselle à queue noire
- Michaël Aragones : Jacques, la crevette
- Donald Reignoux : Un agent de l'institut de biologie marine

### Voix québécoises
- Anne Dorval[3] : Doris et elle-même, voix-off de l'Institut de biologie marine de la Baie de Morro
- Pierre Auger : Marlin
- Adam Moussamih : Nemo
- François L'Écuyer : Hank
- Tristan Harvey : père de Doris
- Rachel Graton : Destinée
- Frédéric Desager : Bailey
- François Trudel : Charlie
- Viviane Pacal : Jenny
- François Godin : Monsieur Raie
- Raphaëlle Robert : Doris enfant
- Daniel Picard : George
- Patrick Chouinard : Fluke
- Gilbert Lachance : Rudder
- Antoine Durand : Stan le poisson / Bill le crabe
- Laurence Dauphinais : Femme de Stan
- François-Nicolas Dolan (double Nemo dans le 1er opus) : Carl le passager
- Loïc Moënner : Tortillon
- Rose Langlois : Kathy
- Alice Dorval : Doris adolescente
- Claude Gagnon : Poisson lune
- François Sasseville : Coquille solitaire
- Sylvain Hétu : Zouies
- Éric Gaudry : Boule
- Hélène Mondoux : Pêche
- Jean-François Beaupré : Gargouille
- Carl Béchard : Bubulles
- Geneviève Désilets : Deb et Flo
- Olivier Reichenbach : Jacques
- Pierre Bédard, Florence Boisvert, Luc Campeau, Dominique Faure, Nancy Fortin, Julie Leblanc, Catherine Léveillé, Dalia Mac Cité, Philippe Martel, José Paradis, Julien Patenaude : Chœurs

### Chansons du film
- Indestructible / Inoubliable (Québec)
- Le Migrer / À émigrer (Québec)

| No  | Titre                     | Interprète | Durée |
| --- | ------------------------- | ---------- | ----- |
| 1.  | Kelpcake                  |            | 0:46  |
| 2.  | Finding Dory (Main Title) |            | 0:55  |
| 3.  | Lost at Sea               |            | 1:36  |
| 4.  | One Year Later            |            | 2:24  |
| 5.  | Migration Song            |            | 0:35  |
| 6.  | "O, We're Going Home"     |            | 1:38  |
| 7.  | Jewel of Morro Bay        |            | 2:00  |
| 8.  | Gnarly Chop               |            | 1:39  |
| 9.  | Squid Chase               |            | 1:28  |
| 10. | Sigourney Weaver          |            | 1:21  |
| 11. | Hank                      |            | 3:19  |
| 12. | Nobody's Fine             |            | 3:29  |
| 13. | Rebecca Darling           |            | 1:54  |
| 14. | Meet Destiny              |            | 1:07  |
| 15. | Joker at Work             |            | 1:16  |
| 16. | Becky Flies               |            | 3:53  |
| 17. | Hands!                    |            | 2:24  |
| 18. | Almost Home               |            | 2:01  |
| 19. | Open Ocean                |            | 3:18  |
| 20. | Two Lefts and a Right     |            | 3:57  |
| 21. | Everything About You      |            | 1:41  |
| 22. | Quarantine                |            | 2:41  |
| 23. | Warp                      |            | 1:03  |
| 24. | All Alone                 |            | 0:53  |
| 25. | ...Shells                 |            | 4:47  |
| 26. | No Walls                  |            | 2:25  |
| 27. | Okay with Crazy           |            | 1:50  |
| 28. | Hide and Seek             |            | 1:51  |
| 29. | Quite a View              |            | 1:25  |
| 30. | Unforgettable (End Title) | Sia Furler | 3:17  |
| 31. | Three Hearts (End Title)  |            | 3:29  |
| 32. | Loon Tune                 |            | 1:20  |
| 33. | Fish Who Wander           |            | 1:18  |
| 34. | Release                   |            | 1:13  |

## Production
En 2005, après les désaccords entre Michael Eisner de Disney et Steve Jobs de Pixar sur la distribution des films Pixar, Disney a annoncé qu'ils créeraient un nouveau studio d'animation, Circle 7 Animation, pour faire des suites aux sept films Pixar appartenant à Disney (films sortis entre 1995 et 2006). Le studio avait mis Toy Story 3 et Monsters, Inc. 2 en développement, et avaient également embauché le scénariste Laurie Craig pour écrire un projet pour Le Monde de Nemo 2. Circle 7 Animation a ensuite été arrêté après que Robert Iger a remplacé Eisner en tant que PDG de Disney et a disposé de l'acquisition de Pixar.
En juillet 2012, il a été signalé qu'Andrew Stanton développait une suite au Le Monde de Nemo, avec Victoria Strouse écrivant le script en ayant le calendrier 2016 comme date de sortie. Cependant, le même jour, les nouvelles d'une suite potentielle a éclaté, le réalisateur Andrew Stanton a posté un message sur son Twitter personnel pour remettre en question l'exactitude de ces rapports. Le message disait, « N'avez-vous pas tous appris de Chicken Little ? Tout le monde, calmez-vous. Ne croyez pas en ce que vous lisez. Rien à voir pour l'instant. #lecielnetombepas ». Selon le rapport du The Hollywood Reporter publié en août 2012, Ellen DeGeneres était en négociations pour reprendre le rôle de Dory. 
En septembre 2012, il a été confirmé par Stanton disant : « Ceux qui étaient immédiatement sur la liste écrivaient un Carter. Quand ceci est parti, tout a changé. Je sais que je serai accusé par des personnes plus sarcastiques que les autres que c'est une réaction au film Carter ne marchant pas bien, mais seulement dans le temps, pas dans le calendrier. ». En février 2013, il a été confirmé par la presse qu'Albert Brooks reprendrait le rôle de Marlin (Marin) dans la suite. En raison du changement de sa voix, Alexander Gould, qui jouait le rôle de Nemo dans le premier film, ne le reprendra pas pour la suite du film.
Le 2 avril 2013, Disney a annoncé la suite du Monde de Nemo, avec une première prévue pour le 25 novembre 2015,, confirmant qu'Ellen DeGeneres et Albert Brooks reprendraient chacun leur rôle.

Après une longue campagne publicitaire pour une suite du Monde de Nemo sur The Ellen DeGeneres Show, Ellen annonça : 

« J'ai attendu ce jour pendant un long, long, long, long, long, long moment. Je ne suis pas fâchée que ça ait pris aussi longtemps. Je sais que les gens de Pixar étaient très occupés par la création de Toy Story 3 mais le temps en valait la peine. Le script est fantastique. Et il y a tout ce que j'aime à propos du premier : un bon fond, le film est très drôle, et la meilleure partie est qu'il y a beaucoup plus de Dory. »

— Ellen DeGeneres, 
Le 14 août 2015, lors du D23, Pixar confirme plusieurs films dont Le Monde de Dory, Toy Story 4 et le court métrage Coco,,,.
Franck Dubosc reprend pour la deuxième fois le doublage du père de Nemo, après Le Monde de Nemo, comme Céline Monsarrat pour le personnage de Dory.

## Accueil

### Critique
Aux États-Unis, l’accueil est positif à 94 % selon Rotten Tomatoes.
En France la critique est moins enthousiaste pour cette suite que pour le premier opus, Le Monde de Nemo. Allociné indique une note moyenne de 3,5 sur 5 pour 29 critiques médias recensées.

### Public
Dans le monde, le film engrange plus d’un milliard de dollars de recettes pour un budget de 200 millions. C'est le 46e plus gros succès du box-office mondial.
En France, avec 3 millions et demi d’entrées, il se classe 11e au box-office de l’année 2016. 4 films d’animation sont mieux placés, mais les écarts sont faibles : les 5 films attirent entre 3 millions et demi et 5 millions et demi de spectateurs. Le premier d'entre eux, Vaiana : La Légende du bout du monde, est aussi le numéro 1 du box-office de l'année, toutes catégories de films confondues. Tout cela confirme que le cinéma d'animation, genre s'adressant plutôt aux enfants, est une catégorie cinématographique très prisée et très rentable.

#### Parcours au box-office
Aux États-Unis, Le Monde de Dory réalise le meilleur démarrage de l'histoire pour un film d'animation (136,1 millions $ pour son premier week-end), surpassant le record établi par Shrek le troisième en 2007 (121,6 millions $). Le 24 juin 2016, le film récolte 213 millions d'USD à la fin de sa première semaine de sortie. Il récolte plus de 500 millions de dollars à travers le monde en seulement 17 jours.

## Personnages
Hormis les trois personnages principaux, peu de personnages importants du premier volet réapparaissent dans le second. La tortue Crush est à nouveau présente au début du film, où elle aide les trois héros à utiliser les courants marins pour parvenir jusqu'en Californie. Dans cette même scène, on peut notamment apercevoir, au premier plan, une baleine, celle qui a aidé Dory et Marin à se rendre à Sydney lors du 1ᵉʳ volet en les transportant dans sa bouche. On retrouve aussi Monsieur Raie en professeur de Nemo au début. Les « siphonnés du bocal » (Gill, Boule, Astrid, Jacques, Deb/Flo, Bubulles et Gargouille) ne sont même pas mentionnés et n'apparaissent que dans une courte scène bonus à la fin du générique, où ils sont capturés par les mêmes employés de l'Institut de biologie marine qui avaient pris Dory dans leur filet durant le film. Les trois requins (Bruce, Chumy et L'Enclume) n'apparaissent pas, mais sont très brièvement mentionnés au début de l'histoire par Marin dans une discussion avec son fils, ce dernier affirmant que son père a précédemment exagéré le récit de ses exploits en prétendant avoir affronté quatre requins. Cependant, les mouettes font une courte apparition lorsque Hank, conduit le camion.
On peut relever de petits détails incohérents dans le film :
- Destinée (un requin-baleine) et Bailey (un beluga) sont placés dans un même aquarium, tous deux séparés par des barreaux. Or le beluga est un mammifère des eaux froides tandis que le requin-baleine vit en eaux tropicales.
- Lorsque Dory tombe dans le seau de nourriture de Destinée, celui-ci comporte des poissons morts alors qu'un requin-baleine ne se nourrit que de planctons.

## Jeu vidéo
Un pack aventure Le Monde de Dory pour le jeu vidéo Disney Infinity 3.0 est sorti le 27 juin 2016. Il est accompagné de la figurine de Dory et celle de Némo est sortie en même temps. En Amérique, les premières versions de la figurine de Némo étaient accompagnées de deux Power Discs hexagonaux violets de 1.0 qui permettent d'avoir le décor sous-marin du monde de Némo, et la figurine de Némo est obligatoire pour jouer à deux joueurs. Le pack aventure propose une histoire originale où Dory veut sauver les poissons à l'institut de biologie marine de Morro Bay, et Marin et Némo la suivent. Elle n'a pas de rapport avec le film.